# 45 a. C.
El año 45 a. C. fue un año común comenzado en jueves, viernes o sábado o un año bisiesto comenzado en viernes o sábado (los enlaces mostrarán todo el calendario) (las fuentes difieren), el primer año del calendario juliano. También fue un año bisiesto comenzado en viernes del calendario juliano proléptico. En aquella época, era conocido como el Año del consulado de César sin colega (o, menos frecuentemente, año 709 Ab urbe condita). La denominación 45 a. C. para este año ha sido usado desde principios del período medieval, cuando la era A. D. se convirtió en el método prevalente en Europa para nombrar a los años.

## Acontecimientos
- En este año se supone que fue creado el calendario juliano, por el griego Sosígenes.
- 17 de marzo, Julio César vence en la Batalla de Munda, a Cneo y Sexto Pompeyo, hijo de Pompeyo el Grande. Finaliza la segunda guerra civil de la República romana.
- Julio César se convierte en gobernante único de Roma.
- Hispania romana: Cneo Pompeyo sitía a las tropas cesarianas en Obulco. Llegada de Julio César. Guerra en Hispania Ulterior. Batalla de Munda. César confía el gobierno de Hispania con C. Carrinas. Lucha contra Sexto Pompeyo.[1]
- César derrota a los hijos de Pompeyo y se convierte en dueño absoluto del poder.[2]

## Nacimientos
- Wang Mang, emperador de China. Usurpó el trono a la Dinastía Han, fundando la Dinastía Xin.

## Fallecimientos
- 17 de marzo, Cneo Pompeyo , ejecutado después, de la batalla de Munda.